# Tadeusz Raszyk
Tadeusz Raszyk (ur. 7 października 1948 w Goleszowie, zm. 23 marca 2012 w Poznaniu) – polski duchowny luterański, długoletni proboszcz Parafii Ewangelicko-Augsburskiej w Poznaniu i były senior diecezji pomorsko-wielkopolskiej.

## Życiorys
Po studiach w Chrześcijańskiej Akademii Teologicznej w Warszawie został ordynowany na duchownego Kościoła Ewangelicko-Augsburskiego 26 grudnia 1971 r. w kościele w rodzinnym Goleszowie. Był wikariuszem parafii w Katowicach, następnie administratorem parafii w Świdnicy.
1 czerwca 1980 r. objął administrację parafii w Poznaniu, której proboszczem został wybrany 2 sierpnia 1981 r. 2 czerwca 1983 r. ks. Tadeusz Raszyk został wybrany konseniorem (zastępcą seniora) diecezji pomorsko-wielkopolskiej, a 18 października 1986 r. jej seniorem i urząd ten sprawował do zmiany prawa kościelnego w 1992 r. Był członkiem Synodu i radcą Konsystorza. Z racji pełnionego urzędu, prowadził administrację parafii w Kaliszu, Kępnie, Słupsku i Włocławku. Jego wikariuszami w parafii poznańskiej byli księża, obecnie piastujący samodzielne stanowiska: Marek Loskot (Bydgoszcz), Tomasz Wola (Piła), Sławomir Janusz Sikora (Szczecin) i Waldemar Gabryś (Leszno).
Z uwagi na trudną sytuację lokalową zboru wraz z radą parafialną kontynuował trwające od 1945 r. starania o odzyskanie jednego z poznańskich kościołów poewangelickich, względnie o rozbudowę kaplicy lub budowę nowego obiektu sakralnego, jednak w dobie PRL były one ignorowane przez władze. Dopiero po zmianach ustrojowych w Polsce stała się możliwa budowa kościoła Łaski Bożej i centrum parafialnego przy ul. Obozowej, zakończona konsekracją świątyni 19 września 2004 r. Staraniom ks. Tadeusza Raszyka i rady parafialnej należy zawdzięczać wydzielenie z rozległego terenu parafii poznańskiej samodzielnych parafii ewangelicko-augsburskich w Pile (1999) i w Lesznie (2001) oraz zorganizowanie filiału parafii poznańskiej we Wrześni (2003).
Był uczestnikiem działań ekumenicznych na terenie Poznania i regionu oraz brał udział we współpracy międzynarodowej. W 2008 r. został laureatem nagrody im. ks. Leopolda Otto, przyznawanej przez redakcję „Zwiastuna Ewangelickiego”, za wizję i za owocne działania na rzecz jej realizacji - wraz z duchownymi i świeckimi współpracownikami, szczególnie byłymi wikariuszami i radami parafialnymi w Poznaniu, Lesznie i w Pile - w pracy kościelnej na terenie Wielkopolski.
Duchownym jest również brat, ks. Jan Raszyk, emerytowany proboszcz w Jastrzębiu-Zdroju.
Ks. Tadeusz Raszyk zmarł 23 marca 2012 roku w Poznaniu po długotrwałej i ciężkiej chorobie. Ks. Raszyk pochowany został na terenie centrum parafialnego przy kościele Łaski Bożej w Poznaniu.